# 14-Pernik (circonscription électorale)
La circonscription électorale 14-Pernik correspond à l'oblast du même nom et envoie 4 députés à l'Assemblée nationale de Bulgarie.

## Résultats électoraux

### Élections législatives de 2022
| Partis                 | Partis                                             | Voix    | %     | Sièges | +/-           | Élus (% valide au vote préférentiel)                  |
| ---------------------- | -------------------------------------------------- | ------- | ----- | ------ | ------------- | ----------------------------------------------------- |
|                        | Coalition GERB-SDS                                 | 14 137  | 34,50 | 2      | 1             | Kirił Ananiew (64,75%) et Hristina Georgieva (12,04%) |
|                        | Nous continuons le changement                      | 7 605   | 18,56 | 1      | en stagnation | Boyko Rashkov (77,11%)                                |
|                        | Renaissance                                        | 4 257   | 10,39 | 1      | 1             | Dimo Drenchev (85,76%)                                |
|                        | BSP pour la Bulgarie                               | 3 913   | 9,55  | 0      | en stagnation |                                                       |
|                        | Réveil bulgare                                     | 2 241   | 5,47  | 0      | Nv.           |                                                       |
|                        | Bulgarie démocratique                              | 1 865   | 4,55  | 0      | 1             |                                                       |
|                        | Il y a un tel peuple                               | 1 695   | 4,14  | 0      | en stagnation |                                                       |
|                        | Mouvement des droits et des libertés               | 1 161   | 2,83  | 0      | 1             |                                                       |
|                        | Debout.BG ! Nous arrivons !                        | 580     | 1,42  | 0      | en stagnation |                                                       |
|                        | Union conservatrice de la droite                   | 387     | 0,94  | 0      | en stagnation |                                                       |
|                        | VMRO - Mouvement national bulgare                  | 270     | 0,66  | 0      | en stagnation |                                                       |
|                        | Union nationale Attaque                            | 183     | 0,45  | 0      | en stagnation |                                                       |
|                        | Mouvement des candidats indépendants               | 164     | 0,40  | 0      | en stagnation |                                                       |
|                        | Russophiles pour le renouveau de la patrie         | 117     | 0,29  | 0      | en stagnation |                                                       |
|                        | Bulgarie juste                                     | 105     | 0,26  | 0      | en stagnation |                                                       |
|                        | Coalition pour toi Bulgarie                        | 104     | 0,25  | 0      | en stagnation |                                                       |
|                        | Social-démocratie bulgare - EuroGauche             | 103     | 0,25  | 0      | en stagnation |                                                       |
|                        | Union bulgare pour la démocratie directe           | 91      | 0,22  | 0      | en stagnation |                                                       |
|                        | Voix du peuple                                     | 91      | 0,22  | 0      | en stagnation |                                                       |
|                        | Morale, Initiative et Patriotisme                  | 64      | 0,16  | 0      | en stagnation |                                                       |
|                        | Démocratie directe                                 | 62      | 0,15  | 0      | en stagnation |                                                       |
|                        | La Bulgarie du travail et de l'intelligence        | 60      | 0,15  | 0      | en stagnation |                                                       |
|                        | Mouvement national - Unité                         | 51      | 0,12  | 0      | Nv.           |                                                       |
|                        | Parti populaire - La Vérité et seulement la vérité | 37      | 0,09  | 0      | Nv.           |                                                       |
|                        | Pravoto                                            | 31      | 0,08  | 0      | en stagnation |                                                       |
|                        | Front national pour le salut de la Bulgarie        | 30      | 0,07  | 0      | en stagnation |                                                       |
|                        | Union nationale bulgare - Nouvelle démocratie      | 25      | 0,06  | 0      | en stagnation |                                                       |
|                        | Unification nationale bulgare                      | 18      | 0,04  | 0      | en stagnation |                                                       |
|                        | « Aucun de ces choix »                             | 1 617   | 3,95  | –      | –             | –                                                     |
|                        |                                                    |         |       |        |               |                                                       |
| Suffrages exprimés     | Suffrages exprimés                                 | 40 973  | 99,31 |        |               |                                                       |
| Votes nuls             | Votes nuls                                         | 283     | 0,69  |        |               |                                                       |
| Total                  | Total                                              | 41 256  | 100   | 4      | en stagnation | –                                                     |
| Abstentions            | Abstentions                                        | 65 372  | 61,31 |        |               |                                                       |
| Inscrits/Participation | Inscrits/Participation                             | 106 628 | 38,69 |        |               |                                                       |

### Élections législatives de 2023
| Partis                 | Partis                                                | Voix    | %     | Sièges | +/-           | Élus                                    |
| ---------------------- | ----------------------------------------------------- | ------- | ----- | ------ | ------------- | --------------------------------------- |
|                        | Coalition GERB-SDS                                    | 14 697  | 34,66 | 2      | en stagnation | Hristina Georgieva et Gueorg Gueorguiev |
|                        | Nous continuons le changement - Bulgarie démocratique | 8 159   | 19,24 | 1      | en stagnation | Boyko Rashkov                           |
|                        | Renaissance                                           | 6 183   | 14,58 | 1      | en stagnation | Dimo Drenchev                           |
|                        | BSP pour la Bulgarie                                  | 3 998   | 9,43  | 0      | en stagnation |                                         |
|                        | Il y a un tel peuple                                  | 1 852   | 4,37  | 0      | en stagnation |                                         |
|                        | Réveil bulgare                                        | 1 599   | 3,77  | 0      | en stagnation |                                         |
|                        | La Gauche !                                           | 1 538   | 3,63  | 0      | en stagnation |                                         |
|                        | Mouvement des droits et des libertés                  | 1 011   | 2,38  | 0      | en stagnation |                                         |
|                        | Union conservatrice de la droite                      | 377     | 0,89  | 0      | en stagnation |                                         |
|                        | Bulgarie neutre                                       | 174     | 0,41  | 0      | en stagnation |                                         |
|                        | Ensemble                                              | 135     | 0,32  | 0      | en stagnation |                                         |
|                        | Hors de l'UE et de l'OTAN                             | 122     | 0,29  | 0      | en stagnation |                                         |
|                        | Parti populaire - La Vérité et seulement la vérité    | 118     | 0,28  | 0      | en stagnation |                                         |
|                        | Mouvement national pour la stabilité et le progrès    | 83      | 0,20  | 0      | en stagnation |                                         |
|                        | Voix du peuple                                        | 74      | 0,17  | 0      | en stagnation |                                         |
|                        | Social-démocratie bulgare - EuroGauche                | 53      | 0,12  | 0      | en stagnation |                                         |
|                        | Morale, Initiative et Patriotisme                     | 50      | 0,12  | 0      | en stagnation |                                         |
|                        | Union bulgare pour la démocratie directe              | 44      | 0,10  | 0      | en stagnation |                                         |
|                        | Union nationale bulgare - Nouvelle démocratie         | 42      | 0,10  | 0      | en stagnation |                                         |
|                        | Unification nationale bulgare                         | 39      | 0,09  | 0      | en stagnation |                                         |
|                        | Parti socialiste - Voie bulgare                       | 23      | 0,05  | 0      | en stagnation |                                         |
|                        | « Aucun de ces choix »                                | 2 032   | 4,79  | –      | –             | –                                       |
|                        |                                                       |         |       |        |               |                                         |
| Suffrages exprimés     | Suffrages exprimés                                    | 42 403  | 98,33 |        |               |                                         |
| Votes nuls             | Votes nuls                                            | 722     | 1,67  |        |               |                                         |
| Total                  | Total                                                 | 43 125  | 100   | 4      | en stagnation | –                                       |
| Abstentions            | Abstentions                                           | 62 880  | 59,32 |        |               |                                         |
| Inscrits/Participation | Inscrits/Participation                                | 106 005 | 40,68 |        |               |                                         |